# Тім Гріффін
Тімоті Джон «Тім» Гріффін (англ. John Timothy «Tim» Griffin; нар. 21 серпня 1968, Шарлотт, Північна Кароліна) — американський політик-республіканець. З 2011 до 2015 він був членом Палати представників США від 2-го округу штату Арканзас, з січня 2015 він є віцегубернатором цього штату.
1994 року він закінчив Школу права Університету Тулейн у Новому Орлеані, штат Луїзіана. Гріффін був адвокатом, входив до юридичного відділу Резервної армії. 2000 і 2004 він працював у передвиборчому штабі Джорджа Буша-молодшого. На суперечливому підрахунку голосів у Флориді на президентських виборах 2000 року він був радником з правових питань. 
З грудня 2006 до червня 2007 він був виконувачем обов'язків прокурора Сполучених Штатів для Східного округу штату Арканзас. Він не був затверджений Сенатом США.